# Lijst van nummer 1-hits in de Nederlandse Top 40 in 1965
Deze hits stonden in 1965 op nummer 1 in de Nederlandse Top 40.
| Nummer | Datum        | Artiest                                                      | Titel                            |
| ------ | ------------ | ------------------------------------------------------------ | -------------------------------- |
| 1      | 2 januari    | The Beatles                                                  | I feel fine                      |
|        | 9 januari    | The Beatles                                                  | I feel fine                      |
|        | 16 januari   | The Beatles                                                  | I feel fine                      |
|        | 23 januari   | The Beatles                                                  | I feel fine                      |
|        | 30 januari   | The Beatles                                                  | I feel fine                      |
| 2      | 6 februari   | Lucille Starr                                                | The French song                  |
|        | 13 februari  | Lucille Starr                                                | The French song                  |
| 3      | 20 februari  | Gudrun Jankis Orkest / Stig Rauno / Dutch Swing College Band | Let kiss / Letkis / Letkis jenka |
|        | 27 februari  | Gudrun Jankis Orkest / Stig Rauno / Dutch Swing College Band | Let kiss / Letkis / Letkis jenka |
|        | 6 maart      | Gudrun Jankis Orkest / Stig Rauno / Dutch Swing College Band | Let kiss / Letkis / Letkis jenka |
|        | 13 maart     | Gudrun Jankis Orkest / Stig Rauno / Dutch Swing College Band | Let kiss / Letkis / Letkis jenka |
|        | 20 maart     | Gudrun Jankis Orkest / Stig Rauno / Dutch Swing College Band | Let kiss / Letkis / Letkis jenka |
|        | 27 maart     | Gudrun Jankis Orkest / Stig Rauno / Dutch Swing College Band | Let kiss / Letkis / Letkis jenka |
|        | 3 april      | Gudrun Jankis Orkest / Stig Rauno / Dutch Swing College Band | Let kiss / Letkis / Letkis jenka |
|        | 10 april     | Gudrun Jankis Orkest / Stig Rauno / Dutch Swing College Band | Let kiss / Letkis / Letkis jenka |
| 4      | 17 april     | The Beatles                                                  | Rock and roll music / No reply   |
|        | 24 april     | The Beatles                                                  | Rock and roll music / No reply   |
|        | 1 mei        | The Beatles                                                  | Rock and roll music / No reply   |
| 5      | 8 mei        | The Beatles                                                  | Ticket to ride                   |
|        | 15 mei       | The Beatles                                                  | Ticket to ride                   |
|        | 22 mei       | The Beatles                                                  | Ticket to ride                   |
|        | 29 mei       | The Beatles                                                  | Ticket to ride                   |
|        | 5 juni       | The Beatles                                                  | Ticket to ride                   |
|        | 12 juni      | The Beatles                                                  | Ticket to ride                   |
|        | 19 juni      | The Beatles                                                  | Ticket to ride                   |
|        | 26 juni      | The Beatles                                                  | Ticket to ride                   |
|        | 3 juli       | The Beatles                                                  | Ticket to ride                   |
| 6      | 10 juli      | Sam the Sham & the Pharaohs                                  | Wooly bully                      |
|        | 17 juli      | Sam the Sham & the Pharaohs                                  | Wooly bully                      |
|        | 24 juli      | Sam the Sham & the Pharaohs                                  | Wooly bully                      |
|        | 31 juli      | Sam the Sham & the Pharaohs                                  | Wooly bully                      |
| 7      | 7 augustus   | The Beatles                                                  | Help!                            |
|        | 14 augustus  | The Beatles                                                  | Help!                            |
|        | 21 augustus  | The Beatles                                                  | Help!                            |
|        | 28 augustus  | The Beatles                                                  | Help!                            |
|        | 4 september  | The Beatles                                                  | Help!                            |
|        | 11 september | The Beatles                                                  | Help!                            |
| 8      | 18 september | The Rolling Stones                                           | (I can't get no) Satisfaction    |
|        | 25 september | The Rolling Stones                                           | (I can't get no) Satisfaction    |
|        | 2 oktober    | The Rolling Stones                                           | (I can't get no) Satisfaction    |
|        | 9 oktober    | The Rolling Stones                                           | (I can't get no) Satisfaction    |
|        | 16 oktober   | The Rolling Stones                                           | (I can't get no) Satisfaction    |
| 9      | 23 oktober   | Dave Berry                                                   | This strange effect              |
|        | 30 oktober   | Dave Berry                                                   | This strange effect              |
|        | 6 november   | Dave Berry                                                   | This strange effect              |
| 10     | 13 november  | The Beatles                                                  | Yesterday                        |
|        | 20 november  | The Beatles                                                  | Yesterday                        |
|        | 27 november  | The Beatles                                                  | Yesterday                        |
|        | 4 december   | The Beatles                                                  | Yesterday                        |
|        | 11 december  | The Beatles                                                  | Yesterday                        |
|        | 18 december  | The Beatles                                                  | Yesterday                        |
| 11     | 25 december  | The Beatles                                                  | We can work it out / Day tripper |